# Jens Frejd
Jens Frejd (* 14. April 1986) ist ein schwedischer Unihockeyspieler, welcher in der Offensive flexibel einsetzbar ist. Frejd stand beim Nationalliga-A-Verein Floorball Köniz unter Vertrag und wechselte 2017 von dort zum UHC Grünenmatt.

## Karriere
Frejd begann seine Karriere 1997 im Jugendalter bei Torshälla IBK. 2003 wechselte er zu Kungsörs IBK. Nach nur einem Jahr wechselte er im Sommer 2004 zum nächstgrösseren Verein Västerås IBF in den Nachwuchs. Nach einer starken Saison im Nachwuchs wurde auf die Saison 2005/06 in die erste Mannschaft integriert. Dabei erzielte er in 22 Spielen 39 Tore und steuerte 28 Assist bei. Mit seinen 67 Skorerpunkten bekam er die Aufmerksamkeit von zahlreichen Grossclubs aus Schweden. Im Folgejahr wechselte er zum Svenska-Superligan-Verein Järfälla IBK.
Västerås IBF war nach zwei Jahren bei Järfälla seine nächste Station in der höchsten Liga Schwedens. Dies war zugleich die Rückkehr zu seinem ersten Verein als Profi. Er erzielte in 25 Partien 29 Skorerpunkte. Nach diesen erneut starken Leistungen wurde er mit einem Auslandwechsel in Verbindung gebracht.
Am 9. Juli 2009 bestätigte der Weltverband IFF den Transfer des Schweden zum Schweizer Verein UHC Grünenmatt. Der Vorjahresvorletzte Grünenmatt konnte mit Frejd mit einem starken fünften Rang die Playoffs erreichen. Frejd erzielte dabei 23 Tore und 9 Assist in 23 Spielen, was ihn zu einem der treffsichersten Stürmer der Liga machte. In den folgenden beiden Saisons konnte er seine starken Leistungen bestätigen. 2010/11 gelangen ihm 45 und 2011/12 51 Skorerpunkte.
Nach seinen konstanten Leistungen verpflichteten die Unihockey Tigers Frejd und seinen Teamkollegen Florian Flükiger. Er unterschrieb einen Einjahresvertrag mit Option auf Verlängerung auf ein weiteres Jahr. Dies Option zogen die Tigers am Ende Saison. Seine Übersicht als Center verhalf den Tigers mit seinen zahlreichen Assist und Toren zu den Playoffs. In den Viertelfinals scheiterten sie jedoch an Floorball Köniz.
In der Saison 2013/14 bestätige Frejd erneut seine Skorerqualitäten und konnte mit den Unihockey Tigers die Hauptrunde gewinnen. Sie stiessen bis in den Playoff-Final vor. In diesem verloren sie allerdings die ersten vier Spiele gegen den SV Wiler-Ersigen und konnten somit eine starke Saison nicht mit einem Titel krönen.
Der HCR hatte in der Saison 2013/14 in der Offensive nur wenig Durchschlagskraft. Um dieses Loch zu stopfen, gab der HC Rychenberg Winterthur am 18. April 2014 überraschend den Transfer des Schwedens bekannt. Mit Frejd erreichte der HCR erneut die Playoffs, scheiterte aber bereits in den Viertelfinals am späteren Vizemeister Alligator Malans.
Am 21. April 2015 verkündigte Heinz Zaugg, Sportchef bei Floorball Köniz, den Wechsel des Schweden zu den Bernern. Seinen Wechsel zu Köniz begründete er mit der Chance um einen Titel zu spielen. In seiner ersten Saison konnte er an die Leistungen aus der Vorsaison anknüpfen und erzielte 57 Skorerpunkte. Zudem erreichte Köniz, auch dank seiner Tore im Halbfinal des Schweizer Cup, den Cupfinal. Im Final bezwang Floorball Köniz GC Unihockey mit 7-3. Frejd konnte somit seinen ersten Titel auf Schweizer Boden feiern. In der zweiten Saison bei den Bernern konnte Frejd nicht mehr an die Leistungen aus der Vorsaison anknüpfen. Trotzdem erzielte er zahlreiche Tore für Floorball Köniz. Während der Saison 2016/17 gab Frejd bekannt, dass es seine letzte sein wird.
Am 17. November 2017 gab der UHC Grünenmatt bekannt, dass der ehemalige Spieler Frejd am 1. Dezember mit dem Mannschaftstraining beginnen wird. Er unterschrieb einen Vertrag bis zum Ende der Saison 2017/18.

## Spielweise
Frejd ist ein flexibel einsetzbarer Spieler, welcher vor allem seine Stärken in der Offensive hat. Er zählt zu den besten Powerplay und Penalty-Spielern der Nationalliga A. Bei Penalties ist Frejd berüchtigt, dass er seine Tore per Zorro schiesst.

## Erfolge
- Schweizer Cupsieger: 2016